# ناو کلاس پیزا
کروزر کلاس پیزا (به انگلیسی: Pisa-class cruiser) یک کلاس از کشتی است.